# Knallakorset
Knallakorset (Knallakors) är en plats i Björkmossa i Virserum i Hultsfreds kommun. 
På platsen finns två runda stensättningar på marken. De är ca 20 respektive 30 kvm stora och utförda av stenar med en diameter på ca 20 - 50 cm. På den större stensättningen finns ett ca 1,7 m högt minneskors av trä. På den mot väster vända sidan finns en inristad text:
JAG LIGGER OCH SOFVER OCH AR EII DO HERRE FÖRLÅT THENNA SYNDER SOM LADE MIG I MULL 1669
(Jag ligger och sover och är ej död, Herre förlåt denna synder som lade mig i mull)
Enligt en tradition skall texten på korset ha ändrats från "…MIG I RÖR" till nuvarande "…MIG I MULL".
På den mot öster vända sidan, på södra korsarmen, finns texten: 
K'VLL
Platsen är beväxt med granskog. 
Runda stensättningar av aktuellt slag betraktas normalt som gravar från bronsåldern eller järnåldern.
Korset som idag står på platsen är inte från 1600-talet. En kopia av ett äldre kors restes på platsen 1981. Det gamla korset, av okänd ålder, är rötskadat. Det förvaras nu i Virserums hembygdspark.

## Traditioner
Enligt en ännu levande tradition kom en vandrande knalle (gårdfarihandlare) till Björkmossa by. En bonde lovade att ro knallen över sjön Hjorten till Ånhults by. På vägen ner mot sjön slog bonden ihjäl knallen och begravde honom i ett röse. Han ångrade senare sin gärning och reste ett kors på platsen.
Traditionen säger ibland att knallen hade namnet Grip. Ibland att han hade en mindre förmögenhet förvarad i en skinnpåse runt halsen och att mördaren tog pengarna. 
Berättelsen finns återgiven i tidningsartiklar från olika tillfällen på 1900-talet. Den tidigaste kända nedskrivna berättelsen om Knallakorset är från 1848, alltså ca 180 år efter korsets datering. Man kan inte utesluta att berättelsen kan ha förändrats kraftigt under denna långa tid.

## Ett mord år 1667
I en dombok har Liss-Erik Björkman påträffat ett mord i Virserums socken år 1667. Pigan Lucia Hemmingsdotter hade blivit gravid med Jon Israelsson från Björkmossa. Han hade dock friat till en ny kvinna. Jon hade konfronterats med detta på kyrkbacken, och efter detta försvann Lucia. Hennes döda kropp hittades senare i skogen. Hon var mördad, skjuten i vänster sida. Misstankarna riktades mot Jon Israelsson. Men när rättegången skulle starta var Jon försvunnen.
Korset står på ägor där Jon hörde hemma. Om detta mord har med Knallakorsets tillkomst att göra skulle korsets datering 1669 kunna vara året då det restes.